# Télescope de 2,2 mètres MPG-ESO
Le télescope de 2,2 mètres MPG-ESO, sis à l’observatoire de La Silla au Chili, est un télescope Ritchey-Chrétien à monture équatoriale mis en service en 1984 et géré conjointement par la Société Max-Planck (Max-Planck-Gesellschaft, MPG) et l’Observatoire européen austral (European Southern Observatory, ESO). Trois instruments s’en partagent le foyer Cassegrain en 2010 : WFI, un imageur optique à grand champ (environ 0,5 deg par 0,5 deg) ; FEROS, un spectrographe échelle couvrant le domaine visible ; GROND, qui permet d’observer simultanément dans 7 bandes spectrales en visible et infrarouge.
Un télescope identique a été installé sur le site de l'observatoire de Calar Alto.